# Optotriak
Optotriak – element elektroniczny składający się z diody elektroluminescencyjnej i triaka zamkniętych w jednej obudowie. Zasada działania polega na wysterowywaniu triaka za pomocą diody. Jego zasada działania jest podobna do zasady działania transoptora, tyle że optotriaki stosuje się do obwodów prądu przemiennego, a nie stałego. Optotriak jest to w zasadzie normalny triak, tyle że z galwanicznym odseparowaniem wejścia od wyjścia, co jest bardzo ważne w układach wysokich napięć.